# Synthèse kurde-islamique
La synthèse kurde-islamique,, également connue sous le nom de nationalisme kurde-islamique, est une forme de nationalisme kurde qui est islamiste au lieu d'être laïque comme le principal nationalisme kurde,.

## Histoire
L'idéologie a émergé après l'abolition du califat et la création de la Turquie, ce qui a mis en colère de nombreux Kurdes, qui estimaient que leur culture, leur religion, leur langue et leurs habitants étaient menacés à cause des réformes d'Atatürk. L'idéologie était également réactionnaire à la synthèse turco-islamique qui a émergé à la fin de l'Empire ottoman, alors que "les chefs religieux kurdes ont pris conscience que les Turcs avaient utilisé des symboles et des sentiments islamiques en faveur de leurs objectifs nationalistes, alors ils ont essayé de faire de même",.
L'idéologie était principalement associée à Cheikh Saïd. Un autre idéologue est Mullah Krekar. Dans certaines vidéos, le Mollah Krekar parle des problèmes kurdes et soutient l'indépendance kurde. Bien qu'il l'ait toujours fait tout en maintenant son extrémisme Islamique. Il a été décrit comme "publiant des déclarations politiques et nationalistes un jour, et des déclarations djihadistes le lendemain".  Le mollah Krekar est également populiste et sa popularité au Kurdistan irakien a augmenté entre 2017 et 2019, principalement parmi les jeunes qui étaient contre le gouvernement kurde. Le mollah Krekar a également ajouté que la laïcité "a détruit les valeurs kurdes".
Chaféisme a été saluée pour son rôle dans la préservation de la culture kurde, en particulier de la langue. Le Kürd Teavun ve Terakki Cemiyeti a affirmé que si les Kurdes perdaient leur langue, ils perdraient chaféisme et leur appartenance ethnique par la suite. Les premiers mouvements kurdes de l'Empire ottoman ont fait campagne pour le statut officiel de la langue kurde et du chaféisme. Hanafisme était la secte officielle de l'Empire ottoman et était publiquement encouragée par le gouvernement. Le Kurdistan était une région principalement chaféiste entourée de différentes sectes et religions. L'adhésion à chaféisme était considérée socialement comme essentielle à l'identité kurde,. Lorsque les nationalistes turcs ont réalisé le rôle du chaféisme dans la société kurde, ils ont tenté de répandre le hanafisme aux Kurdes dans l'espoir que cela les amène à adopter également une identité turque.
Dans les années 1980, de nombreux étudiants kurdes des écoles İmam Hatip "ont de plus en plus souligné leur identité kurde en opposition aux opérations militaires turques". Les relations entre les Kurdes laïques et les Kurdes islamistes sont rapidement passées d'extrêmement tendues à "assez cordiales". De nombreux Kurdes islamistes ont commencé à adopter le nationalisme, tandis que de nombreux Kurdes laïques, y compris le PKK, avaient "renoncé leur attitude arrogante antérieure envers l'islam" après la nouvelle unité avec les islamistes.
La synthèse s'est développée pendant la scission entre les islamistes kurdes et turcs, car les Kurdes ont accusé les Turcs de continuer à poursuivre les politiques nationalistes et assimilates de l'État, même pendant le discours islamiste, et d'utiliser le thème de la fraternité islamique tout en essayant simultanément d'assimiler les Kurdes en utilisant la religion. Les islamistes kurdes ont de plus en plus quitté les cercles islamistes turcs.

## Critique
De nombreux politiciens de l'Union islamique du Kurdistan, y compris leur chef Salahaddin Bahaaddin, ont critiqué l'idéologie, affirmant que "c'est une énorme hérésie", "l'islam ne peut pas être nationalisé", et qu'"il n'y a qu'un seul islam, l'islam d'Allah".
En 2013, Altan Tan a affirmé que la "synthèse kurde-islamique" était un terme inventé par les synthétiseurs turco-islamiques pour les justifier "en utilisant l'islam pour peindre leur propre empire et leur hégémonie".